# ITF Sofia
Das ITF Sofia war ein Tennisturnier des ITF Women’s Circuit, das bis 2018 in Sofia ausgetragen wurde. Von 2005 bis 2018 wurde es unter dem offiziellen Namen Allianz Cup ausgerichtet.

## Siegerliste

### Einzel
| Jahr | Kategorie | Siegerin                   | Finalgegnerin        | Ergebnis         |
| ---- | --------- | -------------------------- | -------------------- | ---------------- |
| 1996 | $25.000   | Lenka Němečková            | Francesca Romano     | 6:2, 6:3         |
| 1997 | $10.000   | Marina Lazarovska          | Alida Gallovits      | 3:6, 7:6, 7:6    |
| 1997 | $25.000   | Ana Alcazar                | Pavlina Stoyanova    | 2:6, 6:3, 6:1    |
| 1998 | $10.000   | Maria Gusheva              | Olga Blahotová       | 4:6, 6:2, 6:1    |
| 1998 | $25.000   | Dessislawa Topalowa        | Nadejda Ostrovskaya  | 6:4, 4:6, 6:2    |
| 1999 | $25.000   | Marta Marrero              | Lubomira Bacheva     | 6:2, 6:3         |
| 1999 | $10.000   | Kinga Berecz               | Adriana Burz         | 7:5, 6:3         |
| 2000 | $25.000   | Antoaneta Pandscherowa     | Evelyn Fauth         | 7:5, 6:4         |
| 2000 | $10.000   | Natalia Bogdanova          | Dimana Krastevitch   | 4:2, 4:1, 4:0    |
| 2001 | $25.000   | Lenka Dlhopolcova          | Eszter Molnar        | 6:3, 6:1         |
| 2001 | $25.000   | Olga Blahotová             | Marija Golowisnina   | 7:63, 6:4        |
| 2002 | $25.000   | Margalita Tschachnaschwili | Dessislawa Topalowa  | 6:3, 4:6, 6:0    |
| 2003 | $25.000   | Séverine Beltrame          | Patricia Wartusch    | 6:3, 6:4         |
| 2004 | $25.000   | Virag Nemeth               | Zuzana Kučová        | 5:1 Aufgabe      |
| 2005 | $25.000   | Tamira Paszek              | Kristina Barrois     | 7:65, 6:3        |
| 2006 | $25.000   | Andrea Petković            | Simona-Iulia Matei   | 7:5, 7:5         |
| 2006 | $10.000   | Anne Schäfer               | Tanja Germanliewa    | 6:2, 6:73, 6:4   |
| 2007 | $25.000   | Danica Krstajić            | Magda Mihalache      | 3:6, 6:2, 6:2    |
| 2008 | $100.000  | Nuria Llagostera Vives     | Zwetana Pironkowa    | 6:2, 6:3         |
| 2008 | $10.000   | Aljona Sotnykowa           | Réka-Luca Jani       | 6:2, 4:6, 6:3    |
| 2009 | $100.000  | Alexandra Dulgheru         | Tathiana Garbin      | 6:74, 7:5, 6:1   |
| 2010 | $100.000  | Mathilde Johansson         | Carla Suárez Navarro | 6:4, 3:1 Aufgabe |
| 2011 | $100.000  | Silvia Soler Espinosa      | Romina Oprandi       | 2:6, 6:6 Aufgabe |
| 2012 | $25.000   | Andreea Mitu               | Sharon Fichman       | 6:4, 3:6, 6:3    |
| 2013 | $25.000   | Patricia Mayr-Achleitner   | Kristína Kučová      | 6:2, 1:6, 6:3    |
| 2014 | $25.000   | Andreea Mitu               | Wiktorija Kan        | 6:4, 4:6, 6:3    |
| 2015 | $25.000   | Elena Bogdan               | Wiktorija Kamenskaja | 6:2, 3:6, 7:5    |
| 2016 | $25.000   | Wiktorija Kamenskaja       | Wiktorija Tomowa     | 6:4, 6:75, 6:0   |
| 2017 | $25.000   | Viktoriya Tomova           | Jessica Pieri        | 7:67, 4:6, 6:3   |
| 2018 | $25.000   | Barbara Haas               | Katharina Hobgarski  | 6:3, 6:2         |

### Doppel
| Jahr | Kategorie | Siegerinnen                                    | Finalgegnerinnen                               | Ergebnis                |
| ---- | --------- | ---------------------------------------------- | ---------------------------------------------- | ----------------------- |
| 1996 | $25.000   | Laura Montalvo Lenka Němečková                 | Teodora Nedewa Antoaneta Pandscherowa          | 6:2, 6:0                |
| 1997 | $10.000   | Teodora Nedewa Marina Lazarovska               | Marina Caiazzo Katarina Misic                  | 6:4, 6:2                |
| 1997 | $25.000   | Sandra Klösel Karin Kschwendt                  | Sandra Nacuk Dragana Zaric                     | 6:4, 6:4                |
| 1998 | $10.000   | Olga Blahotová Michaela Pastikova              | Teodora Nedewa Dessislawa Topalowa             | 7:5, 7:6                |
| 1998 | $25.000   | Lubomira Bacheva Maaike Koutstaal              | Magda Mihalache Zuzana Váleková                | 6:1, 7:5                |
| 1999 | $25.000   | Rosa María Andrés Conchita Martínez Granados   | Katalin Marosi Nadejda Ostrovskaya             | kampflos                |
| 1999 | $10.000   | Filipa Gabrovska Radoslava Topalova            | Ramona But Ljiljana Nanusevic                  | 6:2, 6:0                |
| 2000 | $25.000   | Antoaneta Pandscherowa Dessislawa Topalowa     | Natalia Galouza Shelley Stephens               | 6:1, 7:64               |
| 2000 | $10.000   | Filipa Gabrovska Neda Mihneva                  | Denitza Alexandrova Virginia Trivonova         | 4:1, 2:4, 6:1, 0:4, 4:2 |
| 2001 | $25.000   | Anna Bastrikova Marija Golowisnina             | Lenka Dlhopolcova Ľubomíra Kurhajcová          | 6:3, 3:6, 6:2           |
| 2001 | $25.000   | Olga Blahotová Magdalena Zděnovcová            | Olena Schmelzer Juliana Fedak                  | 6:3, 6:3                |
| 2002 | $25.000   | Wera Duschewina Galina Woskobojewa             | Laura Dell’Angelo Nathalie Vierin              | 3:6, 6:4, 6:2           |
| 2003 | $25.000   | Dessislawa Topalowa Dragana Zaric              | Daniela Klemenschits Sandra Klemenschits       | 6:3, 7:5                |
| 2004 | $25.000   | Kyra Nagy Virag Nemeth                         | Gabriela Niculescu Sandra Záhlavová            | 2:6, 6:2, 7:5           |
| 2005 | $25.000   | Sanja Ančić Tamira Paszek                      | Joana Cortez Karolina Kosińska                 | 6:79, 6:2, 6:4          |
| 2006 | $25.000   | Matea Mezak Nika Ožegović                      | Danica Krstajić Maša Zec Peškirič              | 6:4, 6:3                |
| 2006 | $10.000   | Andrea Popovic Antonia-Xenia Tout              | Maria-Belen Corbalan Davinia Lobbinger         | 6:4, 1:6, 7:5           |
| 2007 | $25.000   | Mihaela Buzărnescu Magdalena Kiszczyńska       | Joana Cortez Teliana Pereira                   | 6:4, 6:72, [10:4]       |
| 2008 | $100.000  | Maret Ani Renata Voráčová                      | Lourdes Domínguez Lino Arantxa Parra Santonja  | 7:64, 7:69              |
| 2008 | $10.000   | Mariya Malkhasyan Oksana Pavlova               | Emilie Bacquet Dessislawa Mladenowa            | 6:2, 6:1                |
| 2009 | $100.000  | Timea Bacsinszky Tathiana Garbin               | Polona Hercog Petra Martić                     | 6:2, 7:64               |
| 2010 | $100.000  | Eleni Daniilidou Jasmin Wöhr                   | Sandra Klemenschits Tatjana Malek              | 6:3, 6:4                |
| 2011 | $100.000  | Nina Brattschikowa Darija Jurak                | Alexandra Cadanțu Raluca Olaru                 | 6:4, 7:5                |
| 2012 | $25.000   | Katarzyna Piter Barbara Sobaszkiewicz          | Marina Melnikowa Raluca Olaru                  | 7:5, 6:1                |
| 2013 | $25.000   | Dia Ewtimowa Viktoriya Tomova                  | Beatriz García Vidagany Réka-Luca Jani         | 6:4, 2:6, [10:6]        |
| 2014 | $25.000   | Lina Gjorcheska Despina Papamichail            | Rebecca Šramková Julia Terziyska               | 6:1, 6:4                |
| 2015 | $25.000   | Sopia Schapatawa Anastasija Wassyljewa         | Eliza Kostowa Kateřina Kramperová              | 6:2, 6:2                |
| 2016 | $25.000   | Valentini Grammatikopoulou Quirine Lemoine     | Lina Gjorcheska Wiktorija Tomowa               | 6:4, 4:6, [10:6]        |
| 2017 | $25.000   | Jaqueline Adina Cristian Anastassija Komardina | Valentini Grammatikopoulou Elena Gabriela Ruse | 6:3, 6:0                |
| 2018 | $25.000   | Manon Arcangioli Marie Benoît                  | Amina Anschba Polina Monowa                    | 6:4, 7:65               |

## Quelle
- ITF Homepage